# Fuat Usta
Fuat Usta (Samsun, 3 luglio 1972) è un allenatore di calcio ed ex calciatore turco, di ruolo centrocampista.

## Palmarès

### Giocatore

#### Competizioni nazionali
- Eerste Divisie: 1

Fortuna Sittard: 1994-1995